# 民盈國貿中心
民盈國際貿易中心是位於中國廣東省東莞市的一座摩天大樓，高422.6公尺、96層樓，2021年完工，是廣東第五高樓、中國大陸第十五高樓。